# Кортасар, Октавио
Окта́вио Корта́сар Химе́нес (исп. Octavio Cortázar Jiménez; 19 января 1935, Гавана, Куба — 27 февраля 2008, Мадрид, Испания) — кубинский кинорежиссёр, сценарист и продюсер.

## Биография
В кино пришёл в 1959 году. Снимал сюжеты для «Народной энциклопедии». В 1963—1967 годах учился в Праге в ФАМУ, в 1963 году был ассистентом режиссёра Владимира Чеха на Кубе на съёмках фильма «Для кого танцует Гавана». Начинал путь в режиссуру как документалист. С 1978 — в игровом кино.

## Фильмография

### Режиссёр
- 1961 — Касабланка / Casablanca (д/ф)
- 1968 — В первый раз / Por primera vez (д/ф)
- 1968 — О персонаже, которого одни называют святым Лазарем, а другие Бабалу / Acerca de un personaje que unos llaman San Lázaro y otros llaman Babalú (д/м)
- 1969 — К югу от Маньядеро / Al sur del Maniadero (д/м)
- 1971 — О первом бое / Sobre un primer combate (д/м)
- 1972 — Анджела Дэвис / Angela Davis (д/м)
- 1972 — / Hablando del punto cubano (д/м)
- 1974 — С кубинскими женщинами / Con las mujeres cubanas (д/м)
- 1978 — Только народ в революции / Sólo un pueblo en Revolución (д/м)
- 1978 — Учитель / El brigadista
- 1981 — Пограничники / Guardafronteras (участник конкурсной программы XII Московского международного кинофестиваля)
- 1986 — / En guayabero mamá…(me quieren dar) (д/м)
- 1992 — Последняя румба папаши Монтеро / La última rumba de Papá Montero
- 1993 — Право убежища / Derecho de Asilo
- 2004 — La pequeña Aché (д/м)

### Сценарист
- 1972 — / Hablando del punto cubano (д/м)
- 1978 — Учитель / El brigadista
- 1986 — / En guayabero mamá…(me quieren dar) (д/м)
- 2004 — La pequeña Aché (д/м)

### Продюсер
- 1998 — / …sigo empeñado en decir (д/м)

## Награды
- 1968 — приз Международного кинофестиваля в Лейпциге («В первый раз»)
- 1978 — приз «Серебряный медведь» за выдающиеся достижения в области киноискусства 28-го Берлинского международного кинофестиваля
- 1978 — номинация на приз «Золотой медведь» 28-го Берлинского международного кинофестиваля («Учитель»)